# Kaarma
Kaarma (em estoniano:  Kaarma vald) é um município rural estoniano localizado na região de Saaremaa.